# آرامگاه امامزاده سلطان محمد عابد
بقعه امامزاده سلطان محمد عابد مربوط به سدهٔ ۱۰ هجری قمری است و در شهر کاخک از توابع شهرستان گناباد واقع شده است.

## زندگی نامه
سلطان محمدعابد فرزند  موسی کاظم و برادر علی بن موسی الرضا است.
نام مادر ام احمد (ام احمد از بزرگ زاده های عرب و مادر احمدابن موسی کاظم(شاه چراغ)است).
ولادت امامزاده مصادف با شب نیمه شعبان و شهادت مصادف با ۸ محرم می باشد..
ایشان برادر اول شاه چراغ است و اعراب به دلیل بزرگی و منش خانواده مادری ، برادرش احمد ابن موسی را بر ولایت بعد از پدر اولا می دانستند .لیکن پس از شهادت پدر ، برادر بزرگ منش(احمدابن موسی) با امام رضا بیعت کرد و ولایت مداری خود را ثابت کرد.
ایشان در زمان پیشنهاد ولایت عهدی به امام هشتم در زندان ری محبوس بودند و یکی از شروط پذیرش ولایت عهدی آزادی ایشان (شاید آزادی تمامی برادران محبوس) بود که پس از آزادی به نزد برادر(امام رضا ع) در خراسان شتافت.
ایشان از مشاوران و کارگزاران حضرت در خراسان بود مامون که فعالیت های اورا نتوانست تحمل کند ، ایشان را به بهانه ای به زندان انداخت .
ایشان در زندان سکوت اختیار کرد که مامون رفتارش را بهانه ای برای گزند به برادر قرار ندهد . هنگامی که خبر شهادت برادر به گوشش رسید با یاران هم بندی خود زندان را بر سر مامونیان خراب و از زندان بیرون آمدند و زمینه رسوایی اعمال ریاکارانه مامون را در شهادت برادرش فراهم کرد.
مامون از ترس سقوط تاج و تخت خود حکومت نظامی اعلام نمود تا جایی که پیکر مطهر امام هشتم توسط بانوان نوغان تشییع گردید .
ایشان به همراه برادران و عبدالله از نوادگان امام حسن مجتبی جنگی در منطقه طرقبه با سپاه مامون نمود .
ایشان به همراه چندی از برادران ، عبدالله و چندی از یاران به منطقه فعلی گناباد آمد وقتی جاسوسان از محل اختفایشان به مامون خبر دادند .مامون به قصد تفرقه نامه ای به عبدالله نوشت و گفت ای عبدالله تو به حکومت و ولایت عهدی سزاوار تری و من تورا به ولایت عهدی می خوانم . عبدالله در پاسخ نوشت بخدا دیگر فریب تو را نخواهیم خورد. از تو سزاوارتر برای جنگ نمیشناسم و شمشیرم فقط برای جنگ با تو بیرون خواهد آمد .
مامون هر دو بزرگ وار را به شهادت رساند و پیکر پاک و مطهر این گل خوشبوی خاندان رسالت و امامت در شهر کاخک گناباد در زمین آرمید .
اکنون این محل ملجع و پناهگاه عشاق وزائرانی از سراسر دنیا می باشد .
در ایام محرم و صفر ( بخصوص(۸ محرم مصادف با شهادت امام زاده) تاسوعا و عاشورا) این امامزاده میزبان خیل عظیمی ازعزاداران حسینی است از شهرهای اطراف ( گناباد،بیدخت،فردوس ،قاین،فیض اباد ،بجستان،تربت حیدریه و کاشمر) جهت عرض ارادت و تسلیت خود را به این مکان می رسانند .
در ایام اربعین حسینی نیز عزاداران از سه محور گناباد،کلات ونجم آباد (مسیر ۲۵ کیلومتر سربالایی)پای پیاده خود را به این مکان مقدس و نورانی می رسانند .
خادم بی مقدار ☆☆ م.آ

## تاریخچه بنا

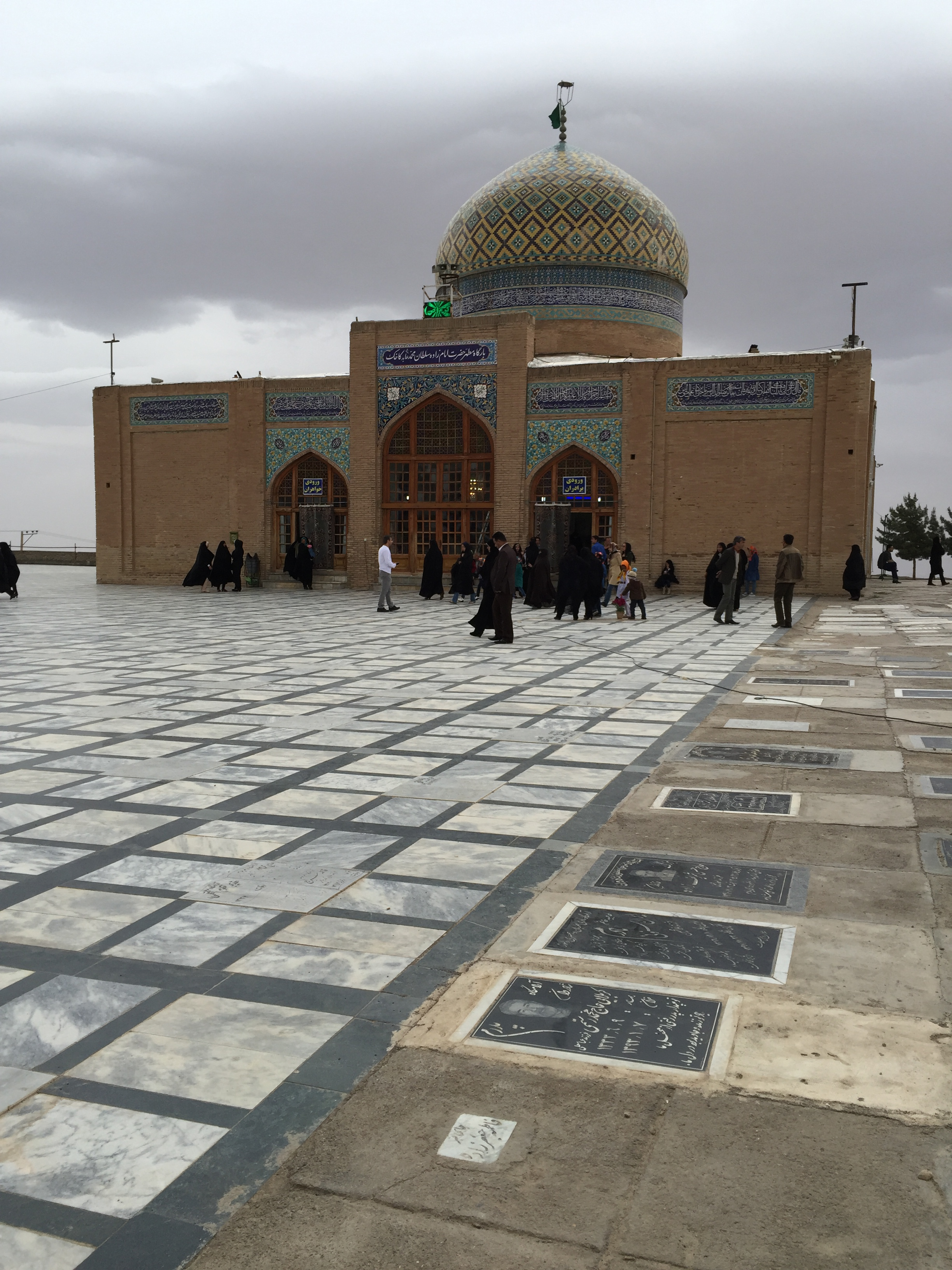
امامزاده سلطان محمد عابد

می‌گویند این بنا در اواخر دوره سلجوقی توسط امیر عبدالله تونی  بر روی یک سکو ساخته شده و در دوره‌های تیموری و صفوی مورد تعمیر قرار گرفته است. بر سر در ایوان شمالی، کتیبه‌ای با کاشی معرق و به خط علیرضا عباسی است که نام شاه اسماعیل صفوی را دربردارد. تاریخ کتیبه سنه ثمانین و تسمائیه (۹۸۰۰) است. این بنا در زلزله  شهریور سال ۱۳۴۷  هجری شمسی صدمه دید و بعدها تجدید بنا شد.
بنای این مقبره عبارت است از یک تالار مربع به ضلع ۸/۵ متر با درگاهی در وسط هر ضلع، دو تالار مستطیل در شرق و غرب تالار به طول ۲۴ و عرض ۲۷/۲۵ متر؛ یک ایوان در وسط جبههٔ شمالی و دو ایوانچه در طرفین و یک فضای بدون سقف در جلوی ایوان و دو ایوانچهٔ مذکور. پلکان در غرب ایوان شمالی واقع است. فرم کلی مقبره از خارج مکعب مستطیل به نظر می‌رسد که ارتفاع آن از ازارهٔ پایین در حدود ۶ متر است. بالای این مکعب، با زدن گوشواره‌ها و طاق‌نماها به کثیرالاضلاع تبدیل شده و گنبد بر آن قرار گرفته است.
مصالح عمدهٔ بنا را آجر و گچ و ساروج تشکیل می‌دهد و در تعمیرات اخیر، سیمان نیز به کار رفته است. تالارهای مستطیل طرفین تالار مربع، فعلاً با گچ سفید اندود شده‌اند.
بر فراز بقعه، گنبدی باشکوه و زیبا که از بیرون نیز دارای تزئیناتی است قرار گرفته است. اول، ساقه آن که با یک حلقه کتیبه مشتمل بر سوره دهر با خط ثلث به رنگ سفید و خط کوفی به رنگ فیروزه‌ای مزین شده است. دوم، پوشش پیازی، شکل که با کاشی‌های خوشرنگ پوشیده شده است. در وسط تالار مربع، زیر ضریح امامزاده صندوق زیبایی بر روی قبر سلطان محمد عابد قرار دارد که از پایین به بالا با یک ازاره و یک سطح مشبک و یک کتیبه مزین گردیده است.
دکتر عباس زمانی، با ذکر دلایلی از جمله شباهت نقشهٔ بنا با بناهای قبل از اسلام مانند کاخ بیشابور و تالار مربع جنوبی مسجد جامع اصفهان و… معماری بنا را الهام یافته از معماری بناهای پیش از اسلام و اوایل دورهٔ اسلامی می‌داند.
این اثر در تاریخ ۱۱ آذر ۱۳۳۰ با شمارهٔ ثبت ۳۸۵ به‌عنوان یکی از آثار ملی ایران به ثبت رسیده است.